# Mike Bibby
Mike Bibby   (Cherry Hill, 13 de maig de 1978) és un jugador de bàsquet professional retirat. Va jugar professionalment durant 14 temporades a la National Basketball Association (NBA). Per última vegada va ser l'entrenador en cap de la Hillcrest Prep Academy a Phoenix, Arizona . Bibby va jugar a bàsquet universitari per als Arizona Wildcats, amb els quals va guanyar el Campionat de la NCAA de 1997. Va ser seleccionat segon a la general pels Vancouver Grizzlies al draft de l'NBA de 1998. Va ser nomenat a l'NBA All-Rookie First Team en la seva primera temporada amb els Grizzlies. També va jugar als Sacramento Kings, Atlanta Hawks, Washington Wizards, Miami Heat i New York Knicks.

## Biografia
Bibby va assistir a Shadow Mountain High School i va guanyar un campionat de l'estat d'Arizona com a base amb l'entrenador Jerry Conner. És fill del jugador de bàsquet professional Henry Bibby i el nebot del llançador de la Major League Baseball Jim Bibby.
Quan era estudiant de primer any a Arizona jugant amb l'entrenador Lute Olson, Bibby va ajudar a liderar els Wildcats al campionat de la NCAA l'any 1997, anotant 19 punts a la pròrroga, 84–79 victòria del campionat de la NCAA contra la Universitat de Kentucky i va acabar tercer en la votació del Wooden Award de 1998. Va ser seleccionat per a l'equip de quatre finals del '97, després de ser també nomenat Pac-10 Freshman de l'any després de publicar mitjanes de 13,5 ppg, 5,2 apg i 3,2 rpg. Bibby i el seu pare són un dels quatre duos pare-fill que han guanyat cadascun un campionat de bàsquet de la NCAA.
Seleccionat per Vancouver Grizzlies en la 2a posició de la 1a ronda en el Draft de l'NBA de 1998 procedent de la Universitat d'Arizona, jugà aquí fins al 2001 quan va ser traspassat a Sacramento Kings.
El seu segon any va ser igual d'impressionant, ja que va ser nomenat Jugador de l'Any Pac-10 (1997–98), després de tenir una mitjana de 17,2 ppg, 5,7 apg i 3,0 rpg (.464 FG%, .387 3FG%, .755 FT%). Va començar els 69 partits durant la seva carrera Wildcat i va guanyar els honors del primer equip d'Amèrica després de la seva campanya de segon.
Després de la seva segona temporada, Bibby va entrar al Draft de l'NBA de 1998 i va ser considerat com el favorit per ser seleccionat pels Los Angeles Clippers amb la primera selecció general i va ser seleccionat pels Vancouver Grizzlies amb la segona selecció general.
| any  | PPP  |
| ---- | ---- |
| 1999 | 13,2 |
| 2000 | 14,5 |
| 2001 | 15,9 |
| 2002 | 13,7 |
| 2003 | 15,9 |
| 2004 | 18,4 |
| 2005 | 19,6 |
| 2006 | 21,1 |
| 2007 | 17,2 |

| any  | APP |
| ---- | --- |
| 1999 | 6,5 |
| 2000 | 8,1 |
| 2001 | 8,4 |
| 2002 | 5,0 |
| 2003 | 5,2 |
| 2004 | 5,4 |
| 2005 | 6,8 |
| 2006 | 5,4 |
| 2007 | 4,9 |

| any  | RPP |
| ---- | --- |
| 1999 | 2,7 |
| 2000 | 3,7 |
| 2001 | 3,7 |
| 2002 | 2,8 |
| 2003 | 2,7 |
| 2004 | 3,4 |
| 2005 | 4,2 |
| 2006 | 2,9 |
| 2007 | 3,2 |